# Мартинес, Хулио Рене
Ху́лио Рене́ Марти́нес Сика́н (исп. Julio René Martínez Sicán; род. 27 сентября 1973, Fraijanes, Гватемала) — гватемальский легкоатлет-ходок. Участник трёх Олимпийских игр. Бронзовый призёр Панамериканских игр 1995 года. Мировой рекордсмен на дистанции 20 км, а также обладатель лучшего времени на этой дистанции в 1999 году.

## Спортивная биография
Первым крупным достижением в карьере Мартинеса стала бронза на играх Центральной Америки и Карибского бассейна. Спустя два года последовал успех на Панамериканских играх, где также была завоёвана бронзовая медаль.
В 1996 году состоялся дебют молодого гватемальца на летних Олимпийских играх. Тем не менее именно ему доверили нести флаг Гватемалы на церемонии открытия игр. Мартинес принял участие в соревнованиях на дистанции 20 км, но был дисквалифицирован. В 1998 году Хулио завоевал свою вторую бронзовую награду на играх Центральной Америки. 8 мая 1999 года на соревнованиях в немецком Айзенхюттенштадте Мартинес установил мировой рекорд в ходьбе на 20 км, пройдя дистанцию за 1:17:46. Этот рекорд был побит лишь спустя три года испанским ходоком Франсиско Фернандесом.
На летних Олимпийских играх 2000 года в Сиднее Мартинес являлся одним из главных претендентов на победу на дистанции 20 км. После 2 км дистанции гватемалец шёл первым, но с каждым последующим кругом откатывался всё дальше и в итоге с результатом 1:31:47 Мартинес стал лишь 43-м. Отстав от победителя почти на 13 минут.
В 2004 году на летних Олимпийских играх в Афинах Мартинес принял участие в соревнованиях ходоков на дистанции 50 км. Первые 15 км он шёл в неплохом темпе не сильно отставая от лидеров, но получил третье предупреждение и был вынужден сойти с дистанции.
Также Мартинес дважды принимал участие в чемпионатах мира. В 2003 году в Париже на дистанции 20 км гватемалец был дисквалифицирован, а в 2005 году в Хельсинки стал 12-м на дистанции 50 км.
Младший брат ходока Луиса Мартинеса.

## Личные рекорды
| Лучшие результаты | Лучшие результаты | Лучшие результаты | Лучшие результаты |
| Дисциплина        | Результат         | Место             | Дата              |
| ----------------- | ----------------- | ----------------- | ----------------- |
| 5 км              | 19:44,07          | Халапа            | 10 ноября 2001    |
| 20 км             | 1:17:46           | Айзенхюттенштадт  | 8 мая 1999        |
| 50 км             | 3:56:19           | Наумбург          | 1 мая 2004        |